# Billy Greer
Billy Greer (né le 26 janvier 1952) est un auteur-compositeur-interprète américain connu comme le bassiste du groupe Kansas .
Il rejoint le groupe dans sa reformation de 1985 en remplacement du bassiste Dave Hope, faisant sa première apparition sur Power. Il a aussi travaillé avec le claviériste chanteur de Kansas, Steve Walsh, dans le groupe Streets, et travaille avec son propre groupe Seventh Key lorsqu'il ne joue pas avec Kansas. En 2008, il est également membre du bref projet parallèle de Kansas, Native Window,  avec ses membres Phil Ehart, Richard Williams et David Ragsdale.
En plus de jouer, Greer dirige le groupe de son fils 3 Story Fall et produit sa musique.

## Discographie

### Kansas

#### Albums studio
- 1986 : Power
- 1988 : In the Spirit of Things
- 1995 : Freaks of Nature
- 1998 : Always Never the Same
- 2000 : Somewhere to Elsewhere
- 2016 : The Prelude Implicit
- 2020 : The Absence of Presence

#### Albums en concert
- 1992 : Live at the Whisky
- 1998 : King Biscuit Flower Hour Presents Kansas
- 2001 : Dust in the Wind
- 2002 : Device, Voice, Drum (CD/DVD)
- 2008 : Two for the Show (version longue)
- 2009 : There's Know Place Like Home (CD/DVD)
- 2013 : 'Live in New York, 1980
- 2017 : Leftoverture Live and Beyond

#### Compilations
- 1998 : The Kansas Boxed Set
- 2002 : The Ultimate Kansas
- 2004 : Sail On: The 30th Anniversary Collection (2 CD et un DVD incluant des lives anthologiques (débuts du groupe) et des vidéoclips)
- 2006 : Works In Progress
- 2008 : The Essential Kansas (édition limitée)
- 2015 : Miracles Out of Nowhere

### Streets
- 1983 : 1st
- 1984 : BBC Rock Hour 505
- 1985 : Crimes In Mind
- 1997 : King Biscuit Flower Hour

### Seventh Key
- 2001 : Seventh Key
- 2004 : The Raging Fire
- 2005 : Live in Atlanta
- 2013 : I Will Survive

### Native Window
- 2008 : Native Windows